# Magnolia hodgsonii
Espèce
Statut de conservation UICN

 LC  : Préoccupation mineure
Magnolia hodgsonii est une espèce de plantes à fleurs de la famille des Magnoliacées. C'est un arbre présent en Asie.

## Description
C'est un arbre.

## Répartition et habitat
Cette espèce est présente au Népal, en Inde (état de Sikkim), au Bhoutan, en Birmanie, en Chine (Région autonome du Tibet et province du Yunnan) et en Thaïlande.